# Gymnothorax polyuranodon
Gymnothorax polyuranodon är en fiskart som först beskrevs av Bleeker, 1853.  Gymnothorax polyuranodon ingår i släktet Gymnothorax och familjen Muraenidae. IUCN kategoriserar arten globalt som livskraftig. Inga underarter finns listade i Catalogue of Life.